# Comité Nacional Olímpico y Deportivo de Malí
El Comité Nacional Olímpico y Deportivo de Malí es el Comité Nacional Olímpico de Malí, fundado en 1962 y reconocido por el COI desde 1963.